# Gai Juli Víctor
Gai Juli Víctor (en llatí: Gaius Julius Victor) fou un escriptor i retòric romà del segle iv, de possible origen gal. El seu manual conservat és de certa importància, atès que facilita la crítica textual de Quintilià, a qui segueix molt de prop en molts llocs.